# Гиперболоид

Однополостный гиперболоид

Двуполостный гиперболоид

В сечении однополостного гиперболоида плоскостью можно получить кривую любого эксцентриситета (e) от нуля до бесконечности

Гиперболо́ид (от др.-греч. ὑπερβολή — гипербола, и εἶδος — вид, внешность) — незамкнутая центральная поверхность второго порядка в трёхмерном пространстве, задаваемая в декартовых координатах уравнением
{\displaystyle {x^{2} \over a^{2}}+{y^{2} \over b^{2}}-{z^{2} \over c^{2}}=1}  (однополостный гиперболоид),
где a и b — действительные полуоси, а c — мнимая полуось;
или
{\displaystyle -{x^{2} \over a^{2}}-{y^{2} \over b^{2}}+{z^{2} \over c^{2}}=1}  (двуполостный гиперболоид),
где a и b — мнимые полуоси, а c — действительная полуось.

Если a = b, то такая поверхность называется гиперболоидом вращения. Однополостный гиперболоид вращения может быть получен вращением гиперболы вокруг её мнимой оси, двуполостный — вокруг действительной. Двуполостный гиперболоид вращения также является геометрическим местом точек P, модуль разности расстояний от которых до двух заданных точек A и B постоянен: {\displaystyle |AP-BP|=const}. В этом случае A и B называются фокусами гиперболоида.
Однополостный гиперболоид является дважды линейчатой поверхностью; если он является гиперболоидом вращения, то он может быть получен вращением прямой вокруг другой прямой, скрещивающейся с ней.

## В науке и технике
Свойство двуполостного гиперболоида вращения отражать лучи, направленные в один из фокусов, в другой фокус, используется в телескопах системы Кассегрена и в антеннах Кассегрена.

## Галерея

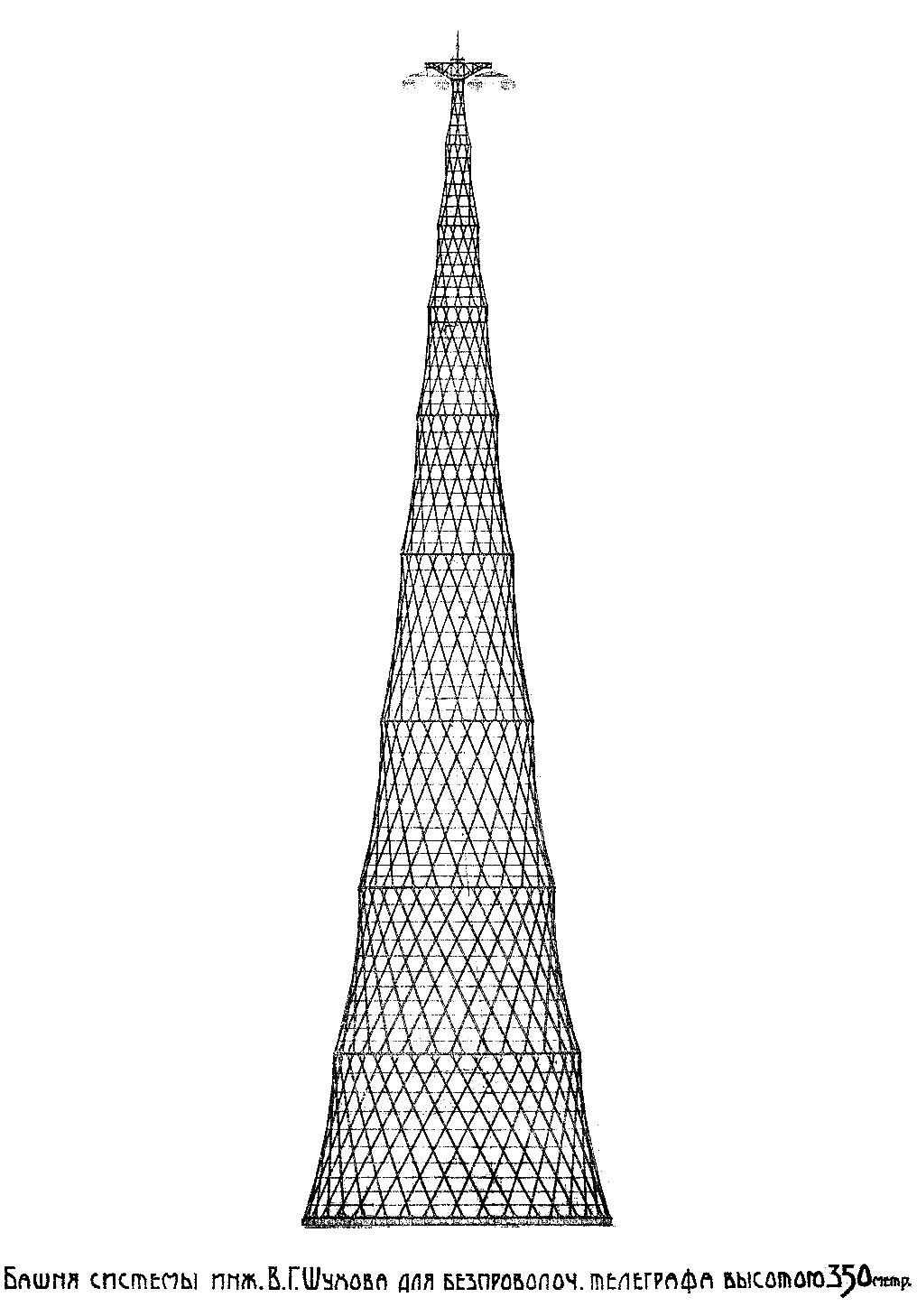
Проект 350-метровой башни В. Г. Шухова, 1919
Оптическая схема телескопа Кассегрена. Малое зеркало имеет форму гиперболоида.
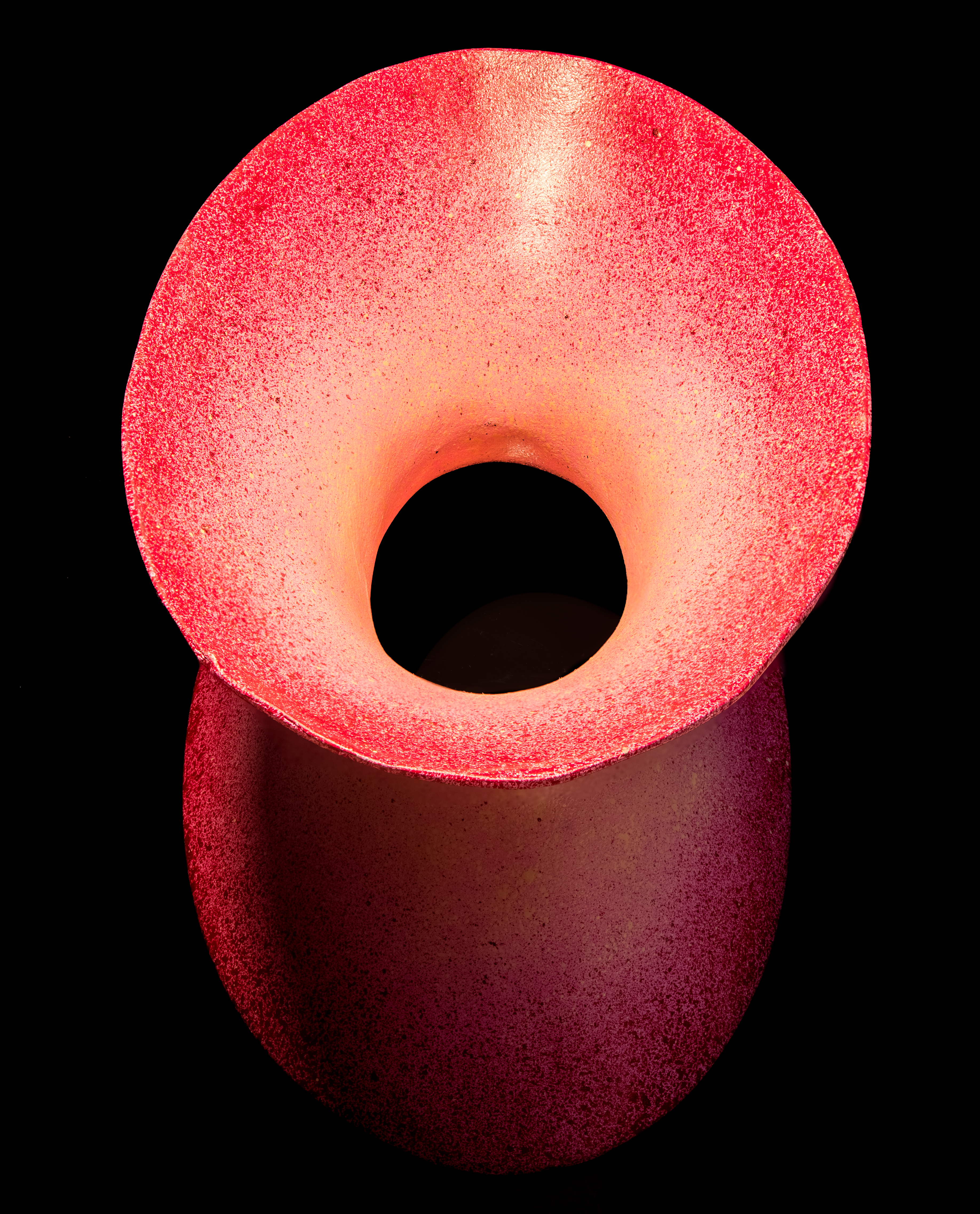
Однополостный гиперболоид

## В искусстве

### В архитектуре
Линейчатая конструкция, имеющая форму однополостного гиперболоида, является жёсткой: если балки соединить шарнирно, гиперболоидная конструкция всё равно будет сохранять свою форму под действием внешних сил.
Для высоких сооружений основную опасность несёт ветровая нагрузка, а у решётчатой конструкции она невелика. Эти особенности делают гиперболоидные конструкции прочными, несмотря на невысокую материалоёмкость.
Примерами гиперболоидных конструкций являются:
- Шуховская башня
- Шуховская башня на Оке
- Аджигольский маяк
- Останкинская телебашня в Москве
- Гиперболоидные мачты броненосца «Император Павел I»
- Гиперболоидные мачты американского линкора «Аризона»
- Башня порта Кобе
- Телебашня Гуанчжоу
- Aspire Tower
- Сиднейская телебашня
- Проект «Вортекс»
- Проект «Хрустальный остров»
- Хан Шатыр

### В литературе
- Гиперболоид инженера Гарина (хотя на самом деле авторский текст описывает параболоид)[3].